# Siphona maderensis
Siphona maderensis is een vliegensoort uit de familie van de sluipvliegen (Tachinidae). De wetenschappelijke naam van de soort is voor het eerst geldig gepubliceerd in 2002 door Smit & Zeegers.